# Chipo Matimba
Chipo M. Matimba, née vers 1974, est une aviatrice et pilote zimbabwéenne et première femme pilote de l’armée de l’air du Zimbabwe et l’une des premières pilotes commerciales du pays. Elle marque ainsi l’histoire de l’aviation zimbabwéenne, avec sa collègue Elizabeth Simbi Petros : elles ont piloté le premier vol avec équipage entièrement féminin pour Air Zimbabwe, reliant Harare aux chutes Victoria.

## Biographie

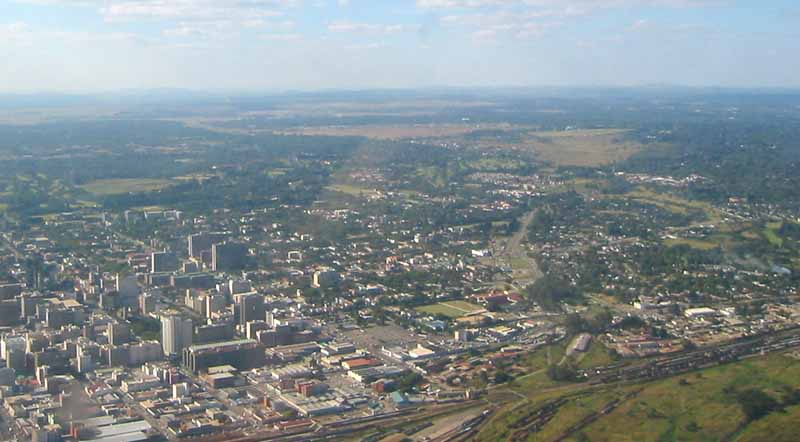
Harare, la capitale du Zimbabwe, lieu de naissance de Chipo Matimba.

### Famille
Matimba grandit dans la banlieue de Belvedere à Harare. Elle est l’une des neuf enfants d’une couturière qui élève seule sa famille après le décès du père de Matimba, survenu alors qu’elle n’a que dix ans.

### Début de carrière
En 1994, Matimba est devenue l'une des premières femmes pilotes du Zimbabwe après avoir vu une campagne de recrutement de pilotes pour l'armée de l'air zimbabwéenne. Après avoir constaté que l’annonce est non-genrée, Matimba postule puis est sélectionnée et fait partie des dix candidats retenus pour le programme, sur des milliers de postulants.

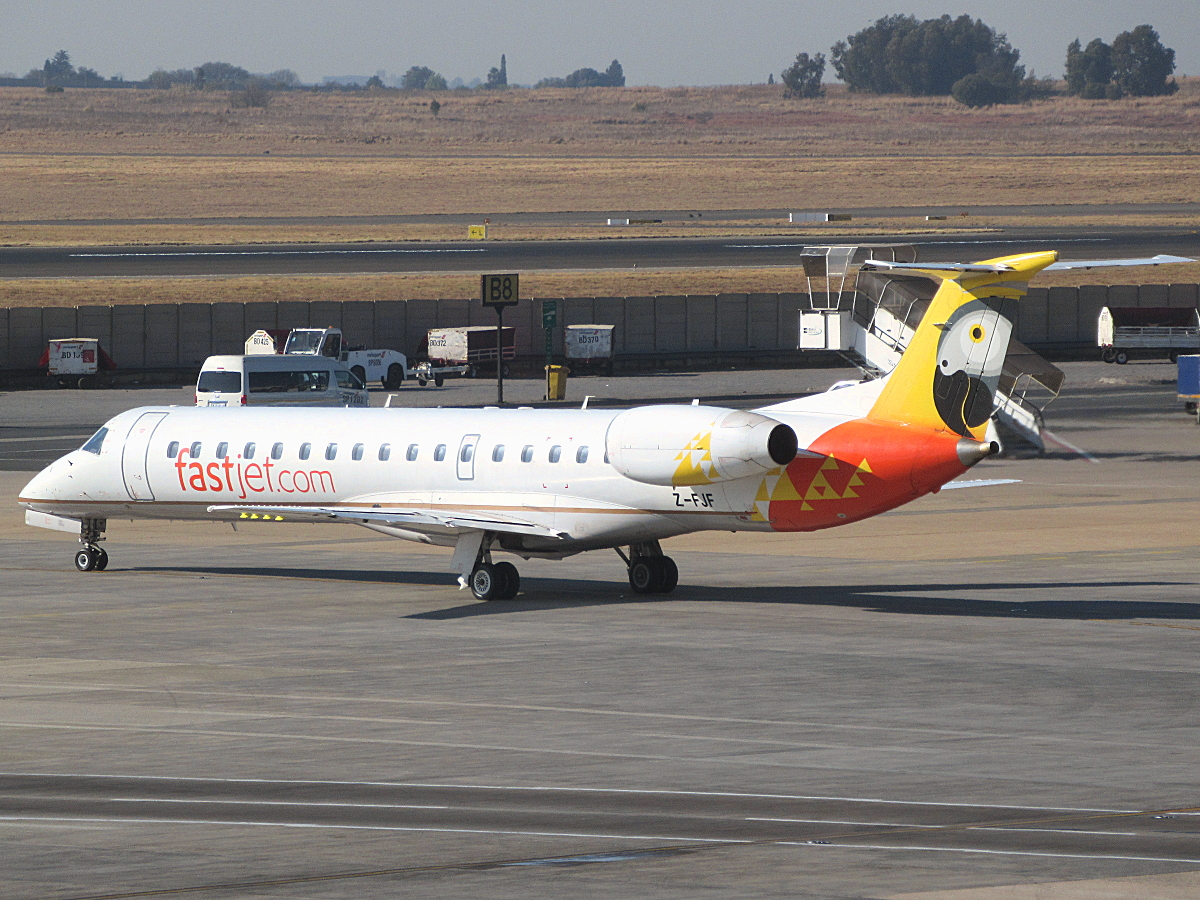
Matimba vole actuellement pour Fastjet Zimbabwe.

Matimba obtient son brevet de pilote en 1994, devenant la première femme pilote de combat de l'armée de l'air deux ans plus tard,. Après avoir quitté l'armée, elle est devenue l'une des seules femmes pilotes d'Air Zimbabwe, où elle pilote l'Airbus A320,.
En 2015, elle et sa collègue aviatrice Elizabeth Simbi Petros, elles sont devenues les premières femmes pilotes à piloter un Boeing 737 de Harare aux chutes Victoria au sein du premier équipage entièrement féminin du pays,,,. En 2016, Matimba est l'une des six femmes pilotes d'Air Zimbabwe.
En 2018, Matimba quitte Air Zimbabwe pour voler pour Fastjet. En 2021, Matimba pilote lors d'un autre vol avec équipage entièrement féminin pour Fastjet, cette fois-ci de Harare à Johannesburg en l'honneur de la Journée internationale de la femme,.

## Note et références
1. 1 2 3  (en) « In The Air, She Is Boss », www.forbesafrica.com, 1er avril 2016 (consulté le 4 février 2025)
2. 1 2  (en) « Beautiful history in the skies », The Herald, 13 novembre 2015 (consulté le 4 février 2025)
3. ↑  (en-GB) « Celebrating Zim’s champions of aviation », eBusiness Weekly, 28 mai 2021 (consulté le 4 février 2025)
4. ↑  (en) « A tale of 2 female pilots… Childhood dreams turn to reality », The Herald, 15 mars 2019 (consulté le 4 février 2025)
5. ↑  (en) Magdalena Petronella (Nellie) Swart, Wenjie Cai, Elaine Chiao Ling Yang et Albert Nsom Kimbu, Routledge Handbook on Gender in Tourism: Views on Teaching, Research and Praxis, Taylor & Francis, 20 février 2024 (ISBN 978-1-003-85262-9, lire en ligne)
6. ↑  (en-US) « Captain Chipo M. Matimba », Good Black News, 17 novembre 2015 (consulté le 4 février 2025)
7. ↑  (en-US) Marcus, « Zimbabwe Makes Aviation History With Its First All-Female Flight Deck », Condé Nast Traveler, 17 novembre 2015 (consulté le 4 février 2025)
8. ↑  « Zimbabwean female pilots make history », Bulawayo24 News (consulté le 4 février 2025)
9. ↑  (en) Koigi, « Zimbabwe’s female pilots fly into history », FairPlanet, 18 novembre 2015 (consulté le 4 février 2025)
10. ↑  (en-GB) « Chipo Matimba, Merna Cremer Leave Air Zimbabwe », The Zimbabwe Mail, 1er octobre 2018 (consulté le 4 février 2025)
11. ↑  Lovejoy Mutongwiza, « Zimbabwe: Fastjet Zimbabwe Performs All-Female Flight for International Women's Day », AllAfrica,‎ 9 mars 2021 (lire en ligne)
12. ↑  (en-US) « All Female Crew In Commemoration Of International Women’s Day: FASTJET », ZimEye, 9 mars 2021 (consulté le 4 février 2025)